# 고다 마사카즈
고다 마사카즈(일본어: 幸田 将和, 1969년 9월 12일 ~ )는 일본의 전 축구 선수이다.

## 구단 경력
1988년 일본 사커 리그의 마쓰다(산프레체 히로시마)에 입단했다. 1995년 재팬 풋볼 리그의 비셀 고베로 이적했다. 1996년 재팬 풋볼 리그 준우승으로 J1리그로 승격했다. 1998년까지 95경기에 출전하여, 3득점을 넣었다. 1999년 일본 풋볼 리그의 요코하마 FC로 이적했다. 2000년 일본 풋볼 리그 우승으로 J2리그로 승격했다. 2002년부터 2003년까지 일본 풋볼 리그의 에히메 FC에서 뛰었다. 2003년후 현역 은퇴.